# Hengfeng
Hengfeng léase Jeng-Fong (en chino simplificado: 横峰; chino tradicional: 橫峰; pinyin: Héngfēng) es un condado pequeño bajo la administración de la ciudad-prefectura Shang-ráo en la provincia Jiangxi, República Popular China. Está situado en el centro del Shang-ráo, alrededor de 30 km del distrito Xinzhou.

## Historia
El condado fue fundado en el Año 39 del reinado del emperador Jiajing durante del dinastía Ming con el nombre Xing'an (兴安县). Su primer mandarín era Chen Qingyun (陈庆云), quien asumió el cargo ese año.
En el Año 3 de la República de China (1914), el nombre del condado era cambiado de Xing'an al nombre actual (para eliminar ambigüedad con el igual nombrado condado en el ciudad-prefectura Guilin, GX).

## Geografía
El condado de Hengfeng mide 28,3 km del este al oeste y 50,3 km del norte al sur. En total su área cubre 655,24 km² por medida aérea. La montaña más alta es la montaña Mopang (磨盘山) con la altura de su pico siendo 1 366.6 m. El río principal que cruza la ciudad Shangrao es el río Xinjiang, cruzando el condado por 9.82 km. El río Cengang también cruza el condado.

## Administración
El distrito de Xinzhou se divide en 9 pueblos que se administran en 1 subdistrito, 2 poblados y 6 villas.
1 subdistrito
- Xing'an (兴安街道)

2 poblados
- Cenyang (岑阳镇)
- Geyuan (葛源镇)

6 pueblos
| - Yaojia (姚家乡) - Lianhe (莲荷乡) - Sipu (司铺乡) | - Gangbian (港边乡) - Longmenfan (龙门畈乡) - Qingban (青板乡) |

## Celebridades
Durante el último siglo, los celebridades principales han sido Fang Zhimin y Shao Shiping.

### Fang Zhimin (方志敏)
Fang nació en 1900 en el Condado de Yiyang, Jiangxi, encabezaba una revolución en Jiangxi. Fue capturado por los soldados Kuomintang en las montañas Huaiyu en el condado de Yushan, Jiangxi, en 1935 y el mismo año fue asesinado en Nancheng. Durante su encarcelamiento escribió el libro 'Lovely China'.

### Shao Shiping (邵式平)
Shao (1900–1965), nació en Yiyang Condado, y también tuvo fama por la revolución. Con Fang, Shao exitosamente emprendió el alzamiento Yiyang-Hengfeng.

## Población
Hasta el año 2005, la población es aproximadamente 200,000.

## Transporte
La carretera nacional Núm.320, la autopista Núm.311 (también nombrado la autopista Hukun o la autopista Liwen), el ferrocarril Zhejiang-Jiangxi, y el ferrocarril Hengnan hace que solo pase 2 horas del condado a la ciudad Nanchang, 3 horas a la ciudad Hanzhou, y 4 horas a la ciudad Shanghái.

## Economía
La Jardin de Industria Xin'an está situada en la parte occidental y está expandiendo gradualmente al oeste hasta la frontera del próximo condado de Yiyang.

## Lugares de Interés
La montaña Cen está situada en el norte del poblado Cenyang. En la montaña existen dos templos budistas, templo de la Cueva del Montaña Cen y el templo Tiantai. La leyenda de la fundación del primer templo dice que la hija del administrador más superior se quedó ciega por una enfermedad. Nada podía curarla hasta que los residentes locales aconsejaron al administrador que debía usar agua de la fuente en la cueva del Cen. Después la niña recuperó toda su vista y por eso el administrador construyó el templo para proteger y conmemorar la fuente.